# Theoa
Theoa là một chi nhện trong họ Linyphiidae.